# Ruta de los Alpes

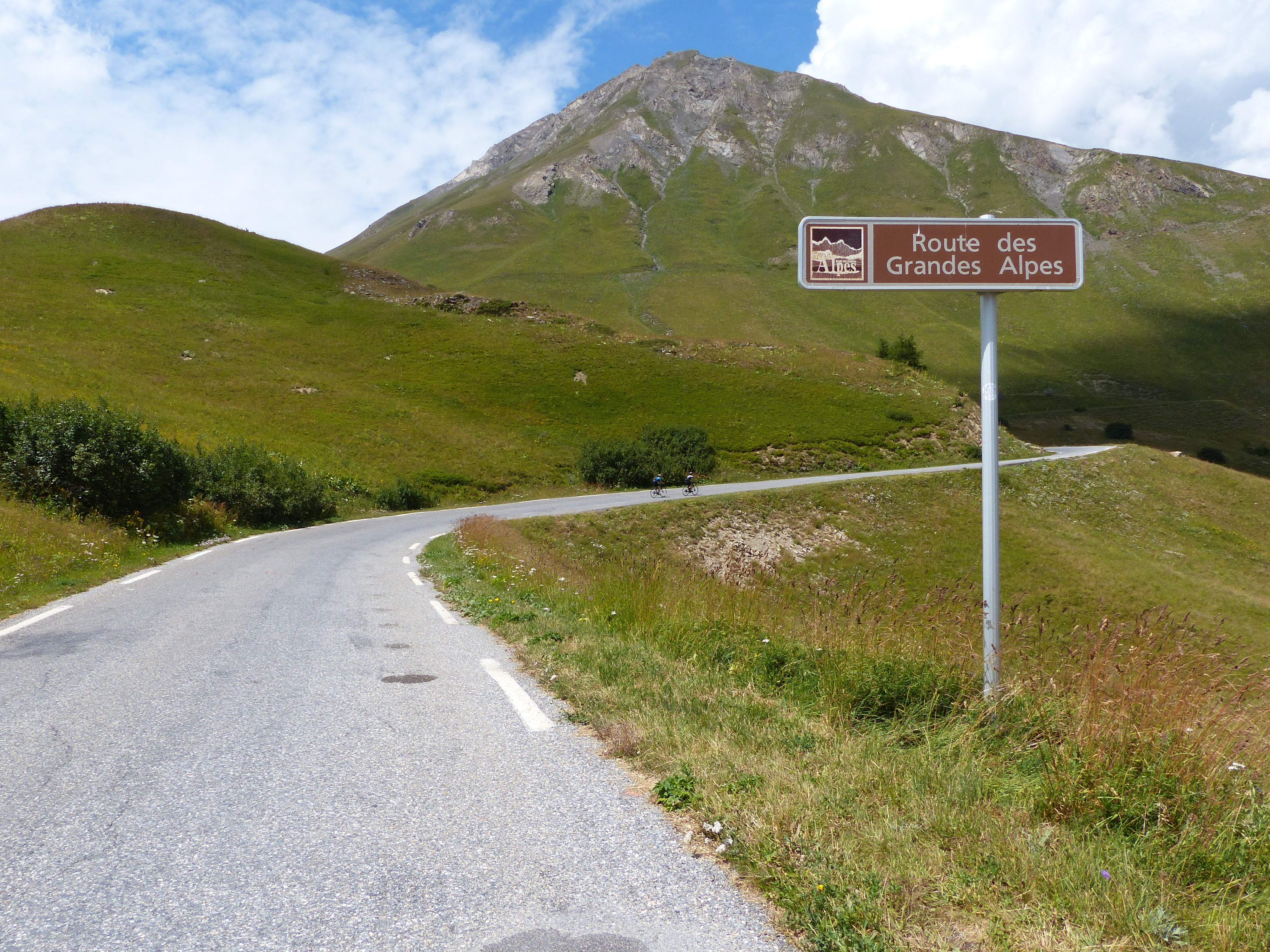
Ruta de los Grandes Alpes indicada en el puerto de Lautaret, dirección al puerto del Galibier.

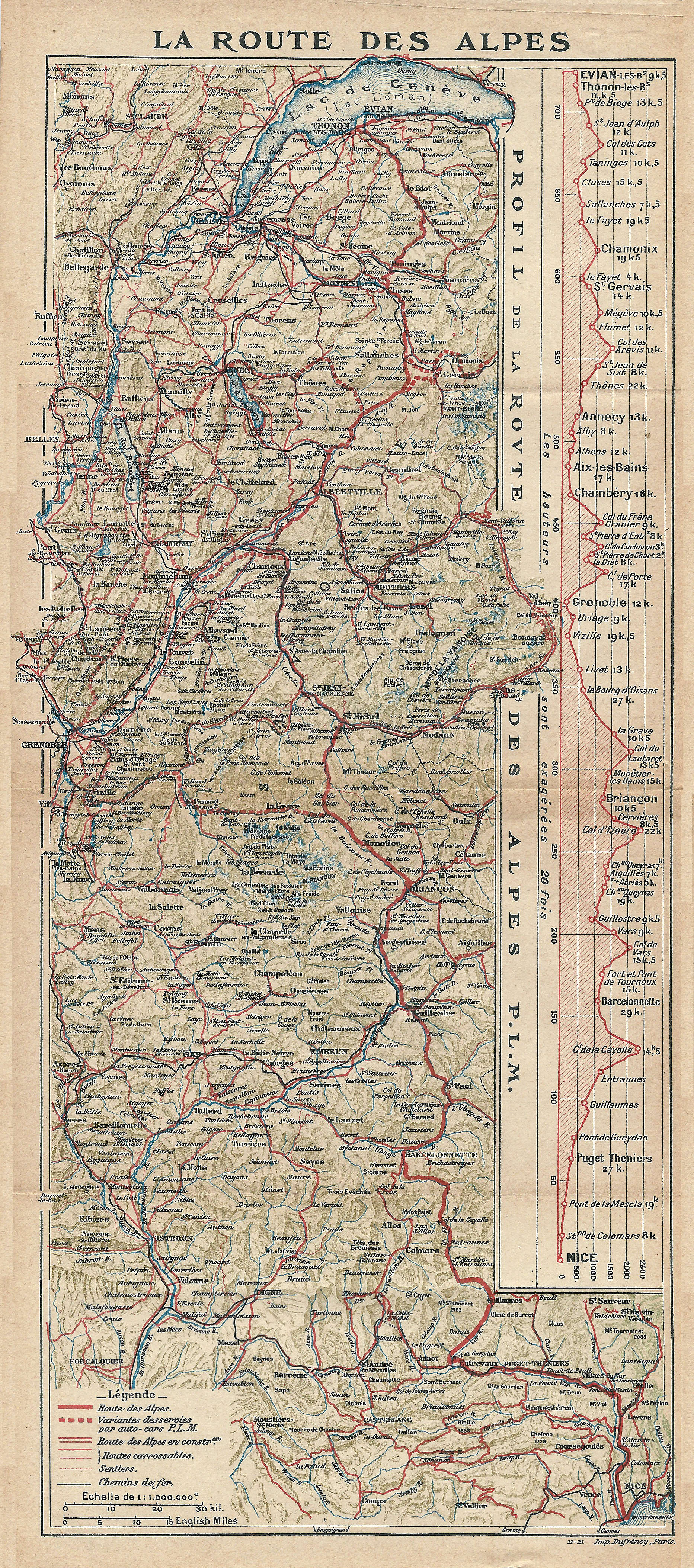
Mapa del itinerario de la Ruta de los Alpes en 1921.

La ruta de los Alpes o ruta de los Grandes Alpes es una ruta turística de 720 kilómetros que atraviesa los Alpes franceses de norte a sur, pasando por 17 puertos de montaña, 6 de los cuales se encuentran a más de 2.000 metros sobre el nivel del mar. Se parte de Thonon-les-Bains (en el lago Lemán) para unirse, desde 2012, a Niza (en el Mediterráneo) con un total de 17.000 metros de desnivel.
A instancias en 1909 del Touring club de France, el itinerario turístico previsto permite la utilización de los puertos alpinos para enlazar las carreteras del valle existentes gracias a los tramos estratégicos construidos a finales del siglo XIX y a los tramos para el ocio construidos en la primera mitad del siglo XX.
El paso de menor altitud en la ruta de la ruta de los Grandes Alpes es el Col d'Èze con una altitud de 507 metros, siendo el más alto el Iseran a 2.770 m.

## Historia
La Nacional 202 fue creada por el decreto imperial el 18 de agosto de 1860 que define la carretera de Grenoble à Thonon por Albertville y Sallanches. Esta carretera se creó poco después de la anexión del Ducado.
En realidad, este eje unía Thonon-les-Bains con Albertville, en la Nacional 90 prolongada hasta la nueva frontera con Italia. Desde el 30 de junio de 1866, su recorrido se rectificó entre el Puente de la Bioge y Cluses. 
Cuando se creó la Ruta de los Alpes (Nacional 212), el 5 de abril de 1912, la Nacional 202 era parte integrante de ésta, pero mantuvo su numeración.
Unos años más tarde, el 16 de diciembre de 1920, la Nacional 202 se convierte oficialmente en la Ruta de los Alpes, de Évian-les-Bains a Niza. El proyecto había sido previamente declarado de utilidad pública el 5 de abril de 1912.
Con el fin de unificar el recorrido y agilizar su finalización, se toma por completo el antiguo trazado de la Nacional 212 que luego desaparece, pero también la totalidad o parte de las carreteras nacionales que lo constituyen y que tienen un número superior a 202, son las Nacionales 205, 207, 208 y 212.

## Recorrido
| Ubicación                | Kilometraje | Altitud (m.) |
| ------------------------ | ----------- | ------------ |
| Thonon                   | 0           | 426          |
| Morzine                  | 31          | 1000         |
| Les Gets                 | 38          | 1163         |
| Taninges                 | 40          | 640          |
| Châtillon                | 43,5        | 850          |
| Cluses                   | 50          | 485          |
| Sallanches               | 66          | 554          |
| Le Fayet                 | 73          | 567          |
| St-Gervais               | 77          | 807          |
| Demi-Quartier            | 85          | 1040         |
| Megève                   | 88          | 1113         |
| Flumet                   | 98          | 917          |
| Col de Méraillet         | 136         | 1605         |
| Cormet de Roselend       | 144         | 1968         |
| Bourg-St-Maurice         | 164,5       | 840          |
| Séez                     | 167,5       | 836          |
| Sainte-Foy               | 176,5       | 1051         |
| Val-d’Isère              | 195,5       | 1840         |
| Col de l’Iseran          | 211,5       | 2770         |
| Bonneval-sur-Arc         | 225,5       | 1835         |
| Lanslebourg              | 244,5       | 1399         |
| Modane                   | 267,5       | 1057         |
| Saint-Michel             | 284,5       | 712          |
| Col du Télégraphe        | 296         | 1570         |
| Valloire                 | 301         | 1430         |
| Col du Galibier          | 318         | 2647         |
| Col du Lautaret          | 325,5       | 2058         |
| Le Monêtier              | 349         | 1470         |
| Briançon                 | 353,5       | 1300         |
| Col d’Izoard             | 375         | 2364         |
| Guillestre               | 406,5       | 1000         |
| Vars                     | 416         | 1639         |
| Col de Vars              | 425,5       | 2109         |
| Saint-Paul               | 433,5       | 1470         |
| Les Gleizolles           | 440,5       | 1310         |
| Jausiers                 | 447,5       | 1220         |
| Barcelonnette            | 456,5       | 1132         |
| Bayasse                  | 477         | 1783         |
| Col de la Cayolle        | 486,5       | 2327         |
| Saint-Martin-d'Entraunes | 507,5       | 1020         |
| Guillaumes               | 519,5       | 819          |
| Entrevaux                | 545,5       | 515          |
| Puget-Théniers           | 552,5       | 410          |
| Plan-du-Var              | 586,5       | 141          |
| Niza                     | 617         | 0            |

## Numeración
La carretera de la Ruta de los Alpes corresponde en su mayor parte a la antigua carretera nacional 202 a menudo degradada a D 902.
- D 902 de Thonon-les-Bains a Cluses (59 km)
- D 4 de Cluses a Saint-Jean-de-Sixt (34 km)
- D 909 de Saint-Jean-de-Sixt a Flumet (22 km)
- D 218 b de Flumet a Beaufort-sur-Doron (29 km)
- D 925/D 217 de Beaufort a Cormet de Roselend (23 km)
- D 902 de Cormet de Roselend a Bourg-Saint-Maurice (20 km)
- N 90/D 1090 de Bourg-Saint-Maurice a Séez (3 km)
- D 902 de Séez a Lanslebourg-Mont-Cenis vía Col de l'Iseran (77 km)
- N 6 de Lanslebourg a Saint-Michel-de-Maurienne (41 km)
- D 902 de Saint-Michel-de Maurienne al Col du Lautaret vía Col du Galibier (42 km)
- D 1091 del Col du Lautaret a Briançon (28 km)
- D 902 de Briançon a Saint-Paul-sur-Ubaye vía Col de Vars (90 km)
- D 900 de Gleizolles a Barcelonnette (16 km)
- D 902 de Barcelonnette al Col de la Cayolle (30 km)
- D 2202 del Col de la Cayolle a Guillaumes (33 km)
- D 28 de Guillaumes a Beuil (19 km)
- D 30 de Beuil a Saint-Sauveur-sur-Tinée (23 km)
- D 2205 y D 2565 de Saint-Sauveur a La Bollène-Vésubie (39 km)
- D 2566 de La Bollène-Vésubie a Menton vía Col de Castillon (50 km)
- D 6007 de Menton a Roquebrune-Cap-Martin (3 km)
- D 2564 de Roquebrune-Cap-Martin a Villefranche-sur-Mer (19 km)
- M 33 en Villefranche-sur-Mer (2 km)
- D 6007 de Villefranche-sur-Mer a Niza (5 km)